# Planciusstraat
De Planciusstraat is een straat in de binnenstad van Amsterdam, stadsdeel Centrum. De straat kreeg zijn naam in 1875 en werd genoemd naar predikant en zeevaartkundige Petrus Plancius (1555-1622). Eerder was dit De Schans aan de Smallepadsgracht.
De straat ligt tussen de Westelijke Eilanden en het Westerkanaal en loopt van het Haarlemmerplein nog voor het spoorviaduct tot aan de Zoutkeetsgracht.
De Vereeniging ten behoeve der Arbeidersklasse te Amsterdam, de eerste woningbouwvereniging van Nederland, bouwde hier haar eerste grote complex met arbeiderswoningen, dat model moest staan voor betere huisvesting van de arbeidersklasse. Het Planciusblok (het eerste blok kwam gereed in 1858) is gebouwd door Pieter Hamer, en is nu een rijksmonument. Licht, lucht en hygiëne waren de idealen bij de zoektocht van de filantropische vereniging naar gezonde en betaalbare huisvesting voor de arbeidersklasse. Tijdens de bouw heette de straat nog het Smallepad, en stond het blok langs het voormalige weelderige Westerplantsoen dat was aangelegd op de voormalige stadswal. Voor de aanleg van het Westerkanaal werd dit plantsoen geheel afgegraven.
Sinds 1900 heeft tramlijn 10 zijn eindpunt aan het einde van de Planciusstraat bij de Korte Zoutkeetsgracht. In 1907 werd het kringspoor via Korte Zoutkeetsgracht – Houtmankade – Eerste Breeuwersstraat in gebruik genomen. Tussen 1923 en 1944 had ook lijn 23 hier zijn eindpunt. Lijn 10 werd in 1942 verlegd naar de Van Hallstraat. Van 10 mei 1951 tot 18 september 1967 had lijn 3 hier zijn eindpunt dat toen werd verplaatst naar de Zoutkeetsgracht. In de Planciusstraat bleef het inhaalspoor liggen.
Over de Planciusstraat ligt een spoorviaduct. Vroeger vormde dit een smalle en lage doorgang waar de tram maar net doorheen kon. In de jaren zestig werd het viaduct verbreed. In de jaren negentig werd het dubbelspoor vervangen door strengelspoor om zo ruimte voor een vrije trambaan te krijgen.